# Gâșteni
Gâșteni – wieś w Rumunii, w okręgu Bacău, w gminie Răcăciuni. W 2011 roku liczyła 1082 mieszkańców.